# Терещенко, Фёдор Артемьевич
Фёдор Арте́мьевич Тере́щенко (1832—1894) — сахарозаводчик и общественный деятель в Глухове, Москве, Киеве. Гласный Городской думы (с 1883 года).

## Биография
Родился в 1832 году семье Артемия Яковлевича Терещенко (1793—1877) и Ефросиньи Григорьевны Стеслявской.

## Семья
Первая жена — Мария Павловна Подланева.
Их дети:
• Иван (? - ?, дети: Никита)
• Надежда
Вторым браком был женат на Надежде Владимировне Хлоповой, дочери ревизора губернского акцизного правления В. В. Хлопова. Их дети:
- Фёдор (1888—1950), меценат, общественный деятель, авиаконструктор.
- Надежда (1887—1967), замужем за дипломатом В. В. Муравьевым-Апостолом-Коробьиным[1]. В эмиграции во Франции.
- Наталья (1890—1987), замужем за уездным предводителем дворянства С. С. Уваровым, затем за графом Луи де Гвидоном. В эмиграции во Франции.

## Избранные произведения искусств
В коллекции Фёдора Артемьевича было множество картин, среди них:
- «Крестьянин с уздечкой. Мина Моисеев» (1883) И. Крамского
- «Созерцатель» (1876) И. Крамского
- «Девушка с кошкой» (1882) И. Крамского
- «Шпион» В. Верещагина
- «Дорога в поле» (1869) М. Клодта
- «Запущенный парк в Мариенбурге» (1878) Ю. Клевера
- «У подножия Казбека» (1891) А. Киселева
- «Зима в лесу (Иней)» (1877)
- «Заповедник. Сосновый бор» (1881)
- «Сумерки» (1874)
- «Лесной ручей» (1874) И. Шишкина
- «Ранний снег. Бехово» (1891) В. Поленова

Проводил общественные выстаки.

## Здания
На деньги мецената были построены много зданий.
- В Киеве:

- Ночлежный дом
- Родильный приют
- Больница для чернорабочих.